# RubyGems
RubyGems (от англ. gem, gems— драгоценный камень) — система управления пакетами для языка программирования Руби, которая предоставляет стандартный формат для программ и библиотек Руби (в самодостаточном формате «gems»), инструменты, предназначенные для простого управления установкой «gems», и сервер для их распространения.
Возможности:
- Простая установка пакетов с зависящими от них.
- Управление локальными пакетами.
- Управление зависимостями между пакетами.
- Поиск и просмотр локальных и удалённых пакетов.
- Поддержка нескольких версий для установки пакетов.
- Веб-интерфейс для просмотра документации.
- Простой в использовании интерфейс для сборки пакетов.
- Простой сервер для распространения ваших gem-пакетов.